# Vietnams damlandslag i volleyboll
Vietnams damlandslag i volleyboll  representerar Vietnam i volleyboll på damsidan. Laget organiseras av Vietnams volleybollförbund (Liên đoàn bóng chuyền Việt Nam). Det har som bäst blivit femma vid asiatiska mästerskapen, vilket de blivit två gånger (2015 och 2017). De tillhör generellt skiktet strax efter de allra bästa lagen i Asien. I sydostasien har de under många år prenumererat på andraplatsen i sydostasiatiska spelen efter Thailand.

### Fotnoter
1. ↑  ”Volleyball results, XXI SEA Games, 2001” (på engelska). 24 november 2001. https://web.archive.org/web/20011124222317/http://sadec.com/Sea2001/res_vb.html. Läst 28 maj 2023.
2. 1 2 3 4 5 6 7 8 9  ”Asian senior women volleyball championship” (på engelska). Asian Volleyball Confederation. https://asianvolleyball.net/new/asian-senoir-women-volleyball-championship/. Läst 11 februari 2023.
3. ↑  ”2005seagames.com.ph” (på engelska). http://results.2005seagames.com.ph/indoorvolleyball/results.asp. Läst 28 maj 2023.
4. ↑  ”Southeast Asian Games 2007 » classification :” (på engelska). https://women.volleybox.net/women-southeast-asian-games-2007-o4590. Läst 28 maj 2023.
5. 1 2 3 4 5 6  ”AVC Cup for women” (på engelska). Asian Volleyball Confederation. https://asianvolleyball.net/new/avc-cup-for-women/. Läst 12 februari 2023.
6. ↑  ”Southeast Asian Games 2009 » classification :” (på engelska). https://women.volleybox.net/women-southeast-asian-games-2009-o4589/classification. Läst 28 maj 2023.
7. ↑  TTXVN (22 maj 2022). ”SEA Games 31: Thailand bag gold in women’s indoor volleyball” (på engelska). https://seagames-en.vnanet.vn/anh-bao-chi/3219024.html. Läst 29 februari 2024.
8. ↑  ”2022 AVC Cup for women” (på engelska). Asian Volleyball Confederation. https://asianvolleyball.net/new/2022-avc-cup-for-women/. Läst 12 februari 2023.
9. ↑  ”iGames - Cambodia 2023” (på engelska). Sydostasiatiska spelen 2023. https://games.cambodia2023.com/#gameresult. Läst 28 maj 2023.
10. ↑  Preechachan (15 maj 2023). ”EMBATTLED THAILAND PUT IT PAST DETERMINED VIETNAM IN THRILLING SHOWDOWN TO RETAIN THEIR SEA GAMES TITLE” (på engelska). Asian Volleyball Confederation. https://asianvolleyball.net/new/embattled-thailand-put-it-past-determined-vietnam-in-thrilling-showdown-to-retain-their-sea-games-title/. Läst 28 februari 2024.
11. ↑  Preechachan (26 juni 2023). ”VIETNAM CROWNED WINNERS OF AVC CHALLENGE CUP” (på engelska). https://asianvolleyball.net/new/vietnam-crowned-winners-of-avc-challenge-cup/. Läst 8 juli 2023.
12. ↑  volleyballworld.com. ”Volleyball Challenger Cup 2023 - Women's standings” (på engelska). https://en.volleyballworld.com/volleyball/competitions/challenger-cup-2023/standings/women/#round-f. Läst 31 januari 2024.
13. ↑  ”Bulltein No. 8” (på engelska). Asian Volleyball Confederation. https://asianvolleyball.net/new/wp-content/uploads/2023/09/Bulletin_No8_Sr.Women_.pdf. Läst 13 oktober 2023.
14. ↑  Cui Fandi. ”Chinese women’s team claims 9th volleyball crown” (på engelska). Global Times. https://www.globaltimes.cn/page/202310/1299398.shtml. Läst 19 december 2023.
15. ↑  ”Volleyball Teams Final Ranking” (på engelska). Asian Volleyball Confederation. https://asianvolleyball.net/new/wp-content/uploads/2024/05/WCC2024_Bulletin_No_08.pdf. Läst 22 juni 2024.
16. ↑  volleyballworld.com. ”Volleyball Challenger Cup 2024 - Women's standings” (på engelska). https://en.volleyballworld.com/volleyball/competitions/challenger-cup/standings/women/. Läst 3 januari 2025.